# Олав Аарна
Олав Аарна (нар. 4 листопада 1942, Таллінн, ЕРСР) — естонський вчений, академік і політик, експерт з питань вищої та професійно-технічної освіти.

## Життєпис
Народився 4 листопада 1942 у місті Таллінн, Естонська Радянська Соціалістична Республіка.

### Освіта
У 1960 - 1965 та 1968 - 1971 роках здобував освіту у Талінському технологічному університеті.
У 1971 році здобув ступінь PhD.
З 1981 по 1986 роки у докторантурі Харківського інституту радіоелектроніки.

### Наукова та політична кар’єра
З 1991 по 2000 роки був ректором Талліннського технологічного університету.
У 2000 — 2003 році ректор Естонської бізнес-школи.
З 2003 по 2007 роки був депутатом десятого скликання парламенту Естонії Рейгікогу .

### Діяльність в Україні
З 2012 року долучався як експерт Естонського національного агентства з кваліфікацій до консультування з питань реформування вищої та професійно-технічної освіти в Україні.
З 2014 року, зокрема, курує питання співпраці Естонської бізнес-школи із Західноукраїнським національним університетом. Член наглядової ради та викладач Тернопільської бізнес-школи.
У 2017 — 2018 керівник проєкту із запуску центру підприємницьких компетенцій у Тернопільській бізнес-школі.